# Antipalus krueperi
Antipalus krueperi là một loài ruồi trong họ Asilidae. Antipalus krueperi được Loew miêu tả năm 1871. Loài này phân bố ở vùng Cổ Bắc giới.